# ポルヴォー
ポルヴォー（フィンランド語: Porvoo [ˈporʋoː]; スウェーデン語: Borgå [ˈborːɡo] ( 音声ファイル)）はフィンランド南海岸のウーシマー県に位置する都市。ポルヴォー郡に属する。2011年に東ウーシマー県がウーシマー県と統合されるまで、東ウーシマー県の県庁所在地であった。ヘルシンキからおよそ50キロメートル東に位置する。フィンランドの福音ルター派のスウェーデン語教区でもある。人口は2021年12月31日現在で51,135人である。
街の名前は東部の森から町に流れ込むポルヴォー川の近くにあった要塞に由来すると考えられている。フィンランドの6つの中世の町の1つ。

## 歴史
1346年に設立されたとされる、フィンランドでもトゥルクに次いで2番目に古い町であり、14世紀の古書にはこの町の名前が見られる。
1721年、スウェーデンはロシアとの戦争に敗北し、司教の滞在地を当時フィンランドで二番目に大きかったこの地に移した。
1809年、フィンランド全土の施政権がスウェーデンからロシア帝国に譲渡され、フィンランド大公国が成立すると、アレクサンドル1世はポルヴォーで議会を開催した。
また、1992年にはイングランド国教会系教会と北欧諸国、バルト海沿岸諸国のルター派系教会の代表の神学会談が行なわれ、ポルヴォー・コミュニオンが確立した。
2011年、東ウーシマー県がウーシマー県に吸収合併され、ウーシマー県所属となった。

## 都市開発

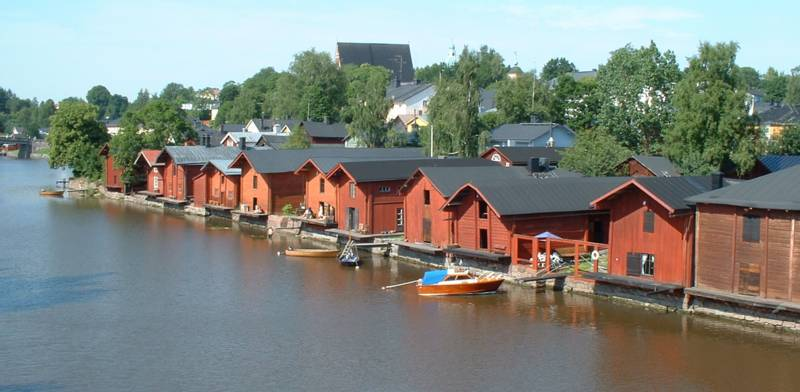
ポルヴォー川東岸の赤い倉庫

この街はガムラスタンのような旧市街によって有名であり、重厚で古い様式の街道に木製の家が並んでいる。旧市街の中央部にはポルヴォー大聖堂があるが、2006年5月29日の放火による火災によって屋根が焼け落ちてしまった。
河岸の木製倉庫の建築はユネスコの世界遺産にすることを提案されている。19世紀の初期には当局もこの街の価値を理解しており、新市街が建設された際も、グリッドプランに基づいているものの、旧市街と似た木製建築が建てられた。

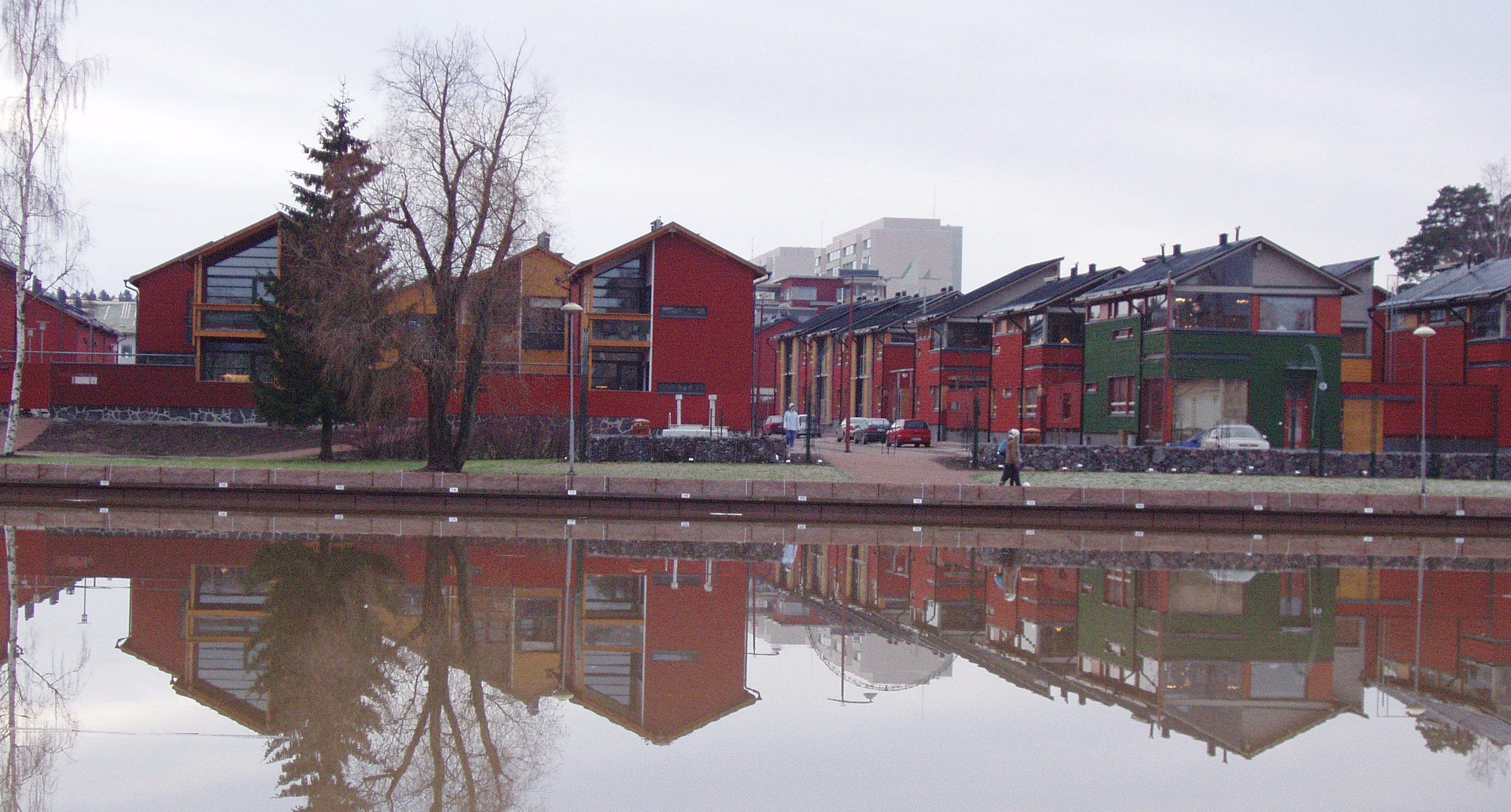
西岸の新市街

20世紀末には、ポルヴォー川西岸で開発が進んだ。これにより旧市街と対岸にもう一つの橋が必要となった。橋のプランはトーマス・シートネンの元で進み、道路橋と歩道橋が設置されている。西岸のデザインは対岸の旧市街に基づいて設計された。また、新たに大型商業園が工事中である。
ポルヴォー駅の一般旅客輸送は現在閉鎖されており、夏の土曜日のみヘルシンキからの周遊列車が到着している。

## 人口の変遷
| 年   | 人口   |
| ---- | ------ |
| 1693 | 570    |
| 1740 | 1,600  |
| 1960 | 27,450 |
| 1970 | 32,224 |
| 1980 | 38,296 |
| 1985 | 39,833 |
| 1990 | 41,930 |
| 1995 | 43,315 |
| 2000 | 44,969 |
| 2005 | 46,982 |
| 2010 | 48,778 |
| 2016 | 50,144 |
| 2020 | 50,361 |

## ポルヴォー出身の人物
- サミ・ヒーピア：サッカー選手
- キェル・カルストルム：自転車競技選手
- ウラジーミル・キリロヴィチ・ロマノフ：ロシア帝室家長、1938年から1992年までロシア皇帝およびロマノフ家家長を自称

## 姉妹都市
- ダールヴィーク、アイスランド
- ディンケルスビュール、ドイツ
- ハーマル、ノルウェー
- ハンコック (ミシガン州)、アメリカ
- カミエニ・ポモルスキ、ポーランド
- ルンド、スウェーデン
- ティーレソー、スウェーデン
- ヴェンツピルス、ラトビア
- ヴィボー、デンマーク
- ヴィイムシ、エストニア
- ヴィリャンディ、エストニア

交流協定
・🇯🇵 兵庫教育大学、加東市、兵庫県